# Crazy Tour
Die Crazy Tour war eine Mini-Konzerttournee der britischen Rockband Queen, die sie Ende 1979 anlässlich der Veröffentlichung ihrer Hitsingle Crazy Little Thing Called Love absolvierte. Dabei gab die Gruppe 20 Konzerte in Großbritannien und Irland.

## Hintergrund
Am 6. Mai 1979 beendeten Queen ihre Welttournee zu ihrem Album Jazz in Japan. Nach einer kurzen Pause begannen sie dann im Juni in den Münchner Musicland Studios an ersten Songs für ihr nächstes Album The Game zu arbeiten, welches im Folgejahr veröffentlicht wurde. Dabei entstand auch der Song Crazy Little Thing Called Love, der noch vor der Veröffentlichung des neuen Albums im Oktober 1979 als Single veröffentlicht wurde. Der Song erreichte Platz 2 der britischen Single-Charts und Platz 1 in den Vereinigten Staaten. Anlässlich dieser Veröffentlichung und weil Großbritannien während der Jazz Tour unberücksichtigt geblieben war, starteten Queen am 22. November 1979 eine Mini-Tournee unter dem Namen Crazy Tour.
Das Aufwärmkonzert der Tournee fand in der irischen Hauptstadt Dublin statt, wo Queen zum ersten Mal in ihrer Karriere auftraten. Das Programm der 20 Konzerte der Tour war dem Programm der Jazz Tour sehr ähnlich, allerdings waren auch die beiden neuen Songs Crazy Little Thing Called Love und Save Me im Set enthalten (letzteres Lied wurde im Januar 1980 als Single veröffentlicht.)
Ähnlich wie bei der Jazz Tour bestand der Hauptaspekt der Crazy Tour darin, dass die Band in kleineren Veranstaltungsorten statt in etablierten großen Arenen auftrat, was überall zu ausverkauften Konzerten und wegen der heiß begehrten Eintrittskarten zu Schlangen an den Kassen der jeweiligen Auftrittsorte führte. Die Konzertreihe endete mit sieben aufeinanderfolgenden Auftritten an sieben verschiedenen Veranstaltungsorten in London, bei denen das Abschlusskonzert am 26. Dezember 1979 im Hammersmith Odeon stattfand. Dieses letzte Konzert war eines der Benefizkonzerte der Reihe Concerts for Kampuchea, die von Paul McCartney organisiert wurden, um Flüchtlinge, die vor dem Regime der Roten Khmer unter Pol Pot aus Kambodscha geflohen waren, zu unterstützen.

## Liveaufnahmen
Eine Aufnahme von Now I’m Here aus dem Abschlusskonzert in London (26. Dezember 1979) wurde später auf der Benefiz-LP Concert for the People of Kampuchea veröffentlicht.

## Setlist

### Beispiel-Setlist
- Intro
- We Will Rock You (fast version)
- Let Me Entertain You
- Somebody to Love
- Mustapha
- Death on Two Legs
- Killer Queen
- I’m in Love with My Car
- Get Down, Make Love
- You’re My Best Friend
- Save Me
- Now I’m Here
- Don’t Stop Me Now
- Spread Your Wings
- Love of My Life
- ’39
- Keep Yourself Alive
- Drum Solo
- Guitar Solo
- Brighton Rock (reprise)
- Crazy Little Thing Called Love
- Bohemian Rhapsody
- Tie Your Mother Down
- Sheer Heart Attack
- We Will Rock You
- We Are the Champions
- Outro (God Save the Queen)

## Tourdaten
| Nr. | Datum             | Stadt               | Land       | Veranstaltungsort | Anmerkungen           |
| --- | ----------------- | ------------------- | ---------- | ----------------- | --------------------- |
| 1   | 22. November 1979 | Dublin              | Irland     | RDS Simmonscourt  |                       |
| 2   | 24. November 1979 | Birmingham          | England    | Odeon Theatre     |                       |
| 3   | 26. November 1979 | Manchester          | England    | Apollo Theatre    |                       |
| 4   | 27. November 1979 | Manchester          | England    | Apollo Theatre    |                       |
| 5   | 30. November 1979 | Glasgow             | Schottland | Apollo Theatre    |                       |
| 6   | 1. Dezember 1979  | Glasgow             | Schottland | Apollo Theatre    |                       |
| 7   | 3. Dezember 1979  | Newcastle upon Tyne | England    | City Hall         |                       |
| 8   | 4. Dezember 1979  | Newcastle upon Tyne | England    | City Hall         |                       |
| 9   | 6. Dezember 1979  | Liverpool           | England    | Empire Theatre    |                       |
| 10  | 7. Dezember 1979  | Liverpool           | England    | Empire Theatre    |                       |
| 11  | 9. Dezember 1979  | Bristol             | England    | Hippodrome        |                       |
| 12  | 10. Dezember 1979 | Brighton            | England    | Brighton Centre   |                       |
| 13  | 11. Dezember 1979 | Brighton            | England    | Brighton Centre   |                       |
| 14  | 13. Dezember 1979 | London              | England    | Lyceum Theatre    |                       |
| 15  | 14. Dezember 1979 | London              | England    | Rainbow Theatre   |                       |
| 16  | 17. Dezember 1979 | London              | England    | Purley Tiffany’s  |                       |
| 17  | 19. Dezember 1979 | London              | England    | Tottenham Mayfair |                       |
| 18  | 20. Dezember 1979 | London              | England    | Lewisham Odeon    |                       |
| 19  | 22. Dezember 1979 | London              | England    | Alexandra Palace  |                       |
| 20  | 26. Dezember 1979 | London              | England    | Hammersmith Odeon | Concert for Kampuchea |

## Band
- Freddie Mercury: Gesang, Klavier, Tamburin, Gitarre bei Crazy Little Thing Called Love
- Brian May: Gitarre, Hintergrundgesang, Klavier
- Roger Taylor: Schlagzeug, Kesselpauken, Hintergrundgesang, Gesang bei I’m in Love with My Car
- John Deacon: Bass, Hintergrundgesang